# Sunny Balwani
Ramesh "Sunny" Balwani (nascido em 1965) é um empresário e ex-presidente e diretor de operações da Theranos, uma empresa de tecnologia sanitária fundada por sua ex-namorada Elizabeth Holmes. Ele e Holmes foram acusados de enganar investidores, médicos e pacientes sobre a capacidade dos dispositivos de teste de sangue da Theranos, o que lhe causou treze anos de prisão. Antes de ingressar na Theranos, Balwani trabalhou em várias empresas de tecnologia, incluindo Microsoft e Commerce One. Foi gerente de vendas de software na Microsoft, onde permaneceu por cinco anos, até 1999. Ele deixou a Microsoft para fundar sua própria empresa chamada CommerceBid.

## Vida e educação
Natural de Paquistão, Balwani frequentou a Universidade do Texas em Austin, onde obteve um diploma em engenharia elétrica e depois obteve um mestrado em ciência da computação na mesma instituição.

## Carreira
Nos anos 90, Balwani trabalhou para a Lotus Software e para a Microsoft. Durante o período de Balwani na Microsoft, ele trabalhou em vendas. Ele afirma ter escrito milhares de linhas de código; no entanto, investigações independentes não puderam verificar isso, e vários gerentes da Microsoft que foram questionados sobre ele não se lembravam dele. Enquanto estava na Microsoft, ele conheceu uma artista japonesa, Keiko Fujimoto, que se tornou sua esposa.
No final de 1999, ele se juntou à CommerceBid como presidente. Era uma empresa de desenvolvimento de software que ajudava empresas a comprar e vender itens por meio de leilões na Internet em expansão. Em 1999, a empresa foi comprada pela Commerce One, outra empresa de desenvolvimento de software para negócios com uma alta avaliação. A compra foi feita inteiramente com ações, e Balwani se juntou ao conselho da nova empresa. Em julho de 2000, Balwani vendeu suas ações na Commerce One, lucrando quase quarenta milhões de dólares americanos pouco antes da empresa ir à falência, logo antes do estouro da bolha da Internet. Ele voltou à escola mais tarde e recebeu um mestrado em Administração de Empresas pela Universidade da Califórnia em Berkeley em 2003. Ele passou mais quatro anos em um programa de pós-graduação em ciência da computação na Universidade Stanford, mas desistiu em 2008.
Enquanto estava matriculado em Berkeley, Balwani, que tinha trinta e sete anos na época, conheceu Elizabeth Holmes, que tinha dezoito anos e estava em seu último ano do ensino médio. Holmes cursou graduação em engenharia química em Stanford, mas depois desistiu para se dedicar em tempo integral à Theranos.

## Theranos

Logotipo da Theranos

Balwani se juntou à Theranos em 2009. Ele dirigia as operações diárias da empresa como presidente. Ele não tinha formação em ciências biológicas ou dispositivos médicos, o que se tornou um problema devido à ausência de especialistas médicos no conselho de administração da empresa e ao comportamento de Balwani. Ele foi descrito por ex-funcionários da Theranos como autoritário, inflexível e tão preocupado com espionagem industrial que beirava a paranoia.
O Wall Street Journal relatou em outubro de 2015 que o dispositivo de teste de sangue Edison da Theranos produzia diagnósticos e resultados médicos imprecisos. As máquinas Edison falhavam frequentemente nas verificações de controle de qualidade e produziam resultados amplamente variáveis, uma descoberta que foi corroborada em um relatório divulgado em março de 2016 pelos Centros Federais de Serviços de Medicare e Medicaid (CMS). Em abril de 2016, a Theranos disse aos reguladores que havia anulado todos os resultados dos testes das máquinas Edison para 2014 e 2015, bem como alguns outros testes que realizou em máquinas convencionais.
Em janeiro de 2016, os Centros Federais de Serviços de Medicare e Medicaid (CMS) enviou uma carta de advertência à Theranos após inspecionar seu laboratório em Newark, Califórnia. Os reguladores do CMS propuseram uma proibição de dois anos para Balwani de possuir ou operar um laboratório de sangue depois que a empresa não havia corrigido problemas em seu laboratório na Califórnia em março de 2016.
As outras acusações de fraude contra a Theranos incluem afirmar que a tecnologia da empresa estava sendo usada pelo Departamento de Defesa dos Estados Unidos em situações de combate, apesar de nunca ter sido usada.
Outra falsa alegação incluía afirmar uma receita de cem milhões de dólares em 2014 que na verdade era de cem mil dólares. Balwani deixou seu cargo na Theranos em maio de 2016.